# Greenall-Nunatakker
Die Greenall-Nunatakker sind zwei Nunatakker im ostantarktischen Enderbyland. Sie ragen 18 km nordnordöstlich der Krasin-Nunatakker in den Nye Mountains auf. 
Das Antarctic Names Committee of Australia (ANCA) benannte sie nach Andrew P. Greenall, Geodät der Australian National Antarctic Research Expeditions 1972 in den Prince Charles Mountains und 1976 im Enderbyland.